# Lucerne (Missouri)
Lucerne è un villaggio degli Stati Uniti d'America, situato nello Stato del Missouri, nella contea di Putnam.